# Hoplomelas albolineellus
Hoplomelas albolineellus är en skalbaggsart som beskrevs av Leon Fairmaire 1896. Hoplomelas albolineellus ingår i släktet Hoplomelas och familjen långhorningar.
Artens utbredningsområde är Madagaskar. Inga underarter finns listade i Catalogue of Life.